# Неупорядоченная система
Неупорядоченная система (англ. Disordered system) — конденсированная макроскопическая система, в которой отсутствует дальний порядок в расположении частиц. К неупорядоченным системам относятся, в частности, жидкости, аморфные и стекловидные вещества. Несмотря на отсутствие дальнего порядка, ближний порядок в таких системах может сохраняться .
Важной закономерности неупорядоченных систем является свойство пространственной однородности в среднем и отсутствие корреляции между значениями величин, характеризующих неупорядоченность системы, в бесконечно удаленных друг от друга точках. Следствием этого является самоусреднение удельных экстенсивных величин. Именно такие величины характеризуют экспериментально наблюдаемые физические свойства неупорядоченных систем.
Физика неупорядоченных систем является одним из важнейших разделов физики конденсированных сред.

## Типы неупорядоченности
Идеальный кристалл, который в общем состоит из атомов нескольких сортов, характеризуется как геометрической правильностью положения всех атомов (трансляционная симметрия), так и регулярностью расположения атомов разных сортов (композиционный порядок). С учётом этого в неупорядоченных системах можно выделить два возможных типа разупорядочения.
1. Композиционное разупорядочения.
В случае композиционного разупорядочения трансляционная симметрия сохраняется, однако нарушена регулярность расположения атомов разных сортов. Такой тип неупорядоченности принято называть композиционным. Примером может быть бинарный металлический сплав, в узлах решетки которого могут располагаться с определённой вероятностью атомы того или иного сорта.
2. Трансляционной разупорядочения.
В случае трансляционного разупорядочения трансляционная симметрия каркаса отсутствует, то есть отсутствует дальний порядок, хотя ближний порядок сохраняется. Такой тип неупорядоченности иногда называют структурным или топологическим. Так, например, в структурах с тетраэдрической координацией отсутствие дальнего порядка может быть связана со случайностью расположения отдельных тетраэдров, которое отличается от правильного их расположения в кристалле.
В неупорядоченных системах нарушение дальнего порядка может быть обусловлено композиционным, трансляционным или одновременно обоими типами неупорядоченности.

## Основные типы неупорядоченных систем
1. Жидкости. В жидкостях нарушение трансляционной симметрии обусловлено тепловым движением атомов и молекул.
2. Аморфные и стекловидные вещества. Нарушение дальнего порядка обусловлены как типом структуры, так и пространственными флуктуациями в положении атомов, которые возникают в процессе изготовления материала.
3. Сильнолегированные полупроводники. Нарушение дальнего порядка объясняется хаотическим расположением примесных атомов.
4. Неупорядоченные металлические и полупроводниковые сплавы . Нарушение дальнего порядка обусловлено тем, что в заданном узле решетки с определённой вероятностью может быть атом любого из компонентов сплава.
5. Спиновое стекло. Свойства этих материалов обусловлены неустойчивостью и не согласованностью магнитных взаимодействий между атомами. В твердых растворах и сплавах, содержащих магнитные атомы, возникает неупорядоченность в положении их спинов. Энергия спин-спиновой взаимодействия сильно зависит от расстояния и может менять знак при небольших вариаций межатомных расстояний. Такие системы называются спиновым стеклом.
6. Поверхности кристаллов. Нарушение дальнего порядка объясняется структурными дефектами самой поверхности и хаотично расположенными на ней адсорбированным и атомами и молекулами.

## Физические свойства неупорядоченных систем
Из-за отсутствия дальнего порядка для описания физических свойств неупорядоченных систем нельзя непосредственно пользоваться математическим аппаратом, развитым для кристаллов. Строго говоря, в большинстве неупорядоченные системы находятся в термодинамически неравновесном состоянии. Тем не менее для неупорядоченных систем практически всегда существует относительно жесткий каркас, который состоит из атомов и ионов, на фоне которого реализуется динамика быстрых степеней свобод — электронов проводимости, длинноволновых фононов и др. Каркас может быть и жестко не фиксированным, однако время его перестройки достаточно большое по сравнению с характерным временем быстрых процессов. Например, в металлической жидкости позиции ионов в каждый момент времени является равновесным для легких и соответственно подвижных электронов проводимости.
Электрические и оптические свойства неупорядоченных систем в значительной степени обусловлены общими для всех неупорядоченных систем особенностями — отсутствием пространственной периодичности потенциальной энергии носителей заряда и наличием в ней случайного поля . Важным в современной физике неупорядоченных систем является положение о локализации электронов в таких системах. На нем базируются основные представления об энергетическом спектре, кинетические и другие электронные явления в таких системах. Впервые это положение было сформулировано Ф. Андерсоном в 1958 году и позже развито Н. Моттом, который сформулировал основные закономерности электронной теории неупорядоченных систем.
В неупорядоченных системах потенциал электрического поля, в котором движутся электроны, меняется случайным образом. Электроны, энергия которых меньше максимального значения потенциала, локализуются в потенциальных ямах, образованных случайным полем. Если длина локализации невелика по сравнению с расстоянием между центрами локализации, электрон с потенциальной ямы тепловыми колебаниями атомов может быть переброшен в соседнюю потенциальную яму, в которой могут существовать локализованные состояния с близкой энергией. Такой перенос электронов называется прыжковым транспортом и реализуется, например, в аморфных полупроводниках. Другая особенность электронного переноса в неупорядоченных средах обусловлена существованием критической концентрации примесей, при которой проводник при нулевой температуре превращается в диэлектрик. В неупорядоченных средах также проявляются квантово-механические явления, нехарактерные для кристаллов, в частности, явления слабой локализации и межэлектронной интерференции, которые, среди прочего, приводят к появлению в таких материалах отрицательного магнетосопротивления, аномального поведения электрического сопротивления с изменением температуры, рост интенсивности рассеяния света назад в коллоидных растворах (слабая локализация электромагнитных волн) и др.